# Jardines de la Tamarita
Los jardines de la Tamarita se encuentran en el distrito de Sarrià-Sant Gervasi de Barcelona. Fueron realizados por Nicolau Maria Rubió i Tudurí en 1918.

## Historia
El origen de los jardines se encuentra en una finca señorial llamada el Frare Blanc, una parte de la cual fue adquirida a principios del siglo XX por el industrial algodonero Llorenç Mata. Su sobrino, Alfred Mata Julià, encargó el proyecto a Nicolau Maria Rubió i Tudurí, ayudante de Jean-Claude Nicolas Forestier en el ajardinamiento de la montaña de Montjuïc, y que más tarde fue director de Parques y jardines de Barcelona. La finca fue casi abandonada tras la Guerra Civil, hasta que pasó a titularidad pública en 1993. Entre 1994 y 1995 se acometió una profunda restauración, a cargo de Antoni Falcón. En verano se efectúan conciertos de música del ciclo Clásica en los parques.

## Descripción
Los jardines se dividen en dos zonas: los jardines de la casa señorial y una hondonada forestal, habilitada para zona de juegos infantiles. La parte más destacada es la elaborada por Rubió como jardín de recreo, con diversos ámbitos que combinan zonas de parterres y setos con fuentes y estatuas, en dos estilos diferenciados: a la derecha un jardín de estilo paisajista y ambientación romántica, y a la izquierda un jardín clasicista. En la entrada hay un estanque con un surtidor, figuras de leones durmiendo y plantas trepadoras del tipo Muehlenbeckia complexa; de aquí parte un camino que conduce a una serie de plazas alrededor de la casa señorial, obra de Melcior Vinyals, que actualmente acoge la Fundación Blanquerna. En la plaza principal frente al edificio destacan cuatro esculturas que debían estar dedicadas a los continentes (menos Oceanía), obra de Virginio Arias, aunque la de Europa no se realizó o se ha perdido; en su lugar hay una estatua de un general romano. También destaca una fuente con niños esculpidos, mientras que en una de las plazoletas aledañas se encuentra una fuente con ranas esculpidas que actúan de surtidores y, en otra, una cascada hecha de rocalla y revestida de conchas marinas.

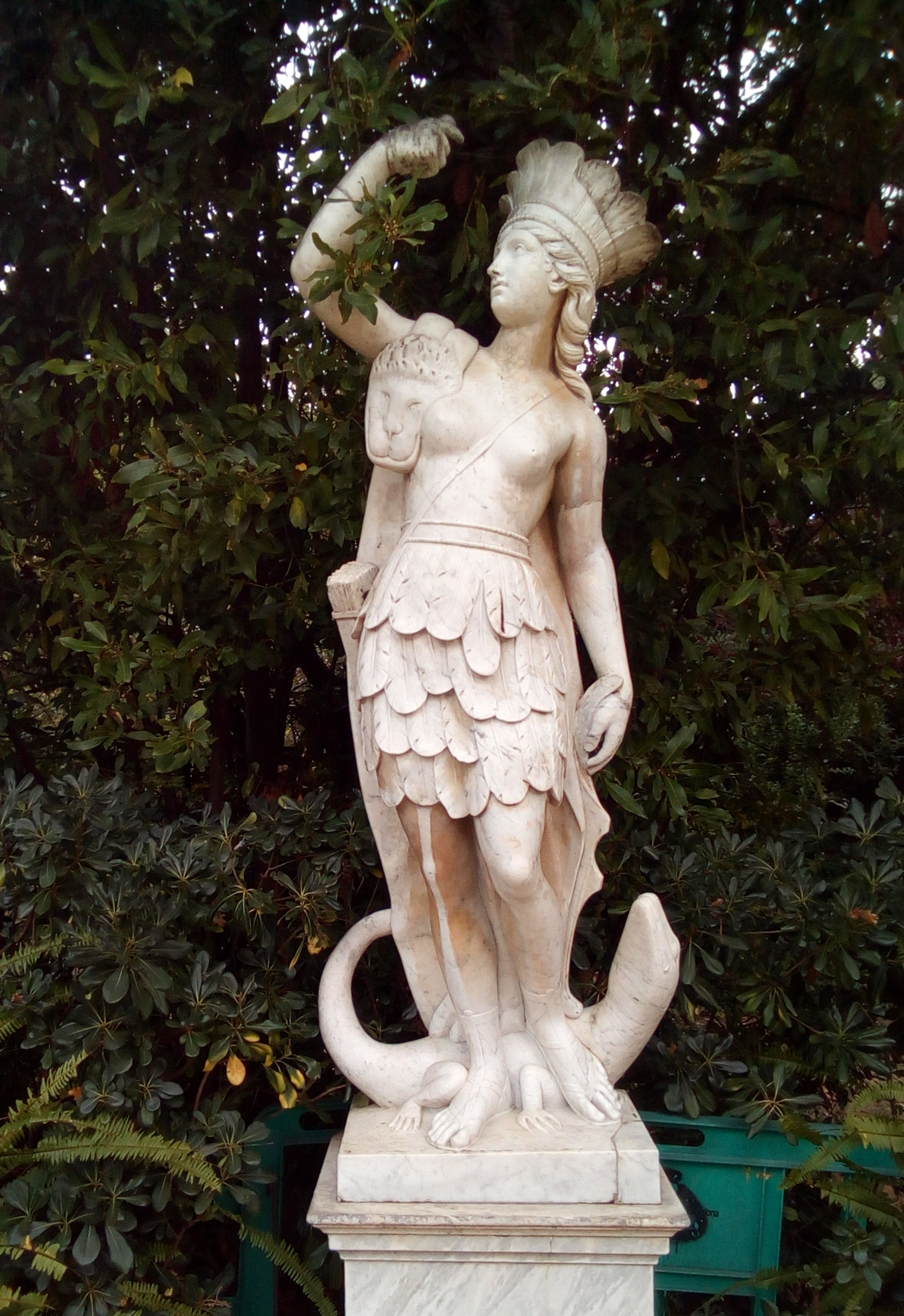
América
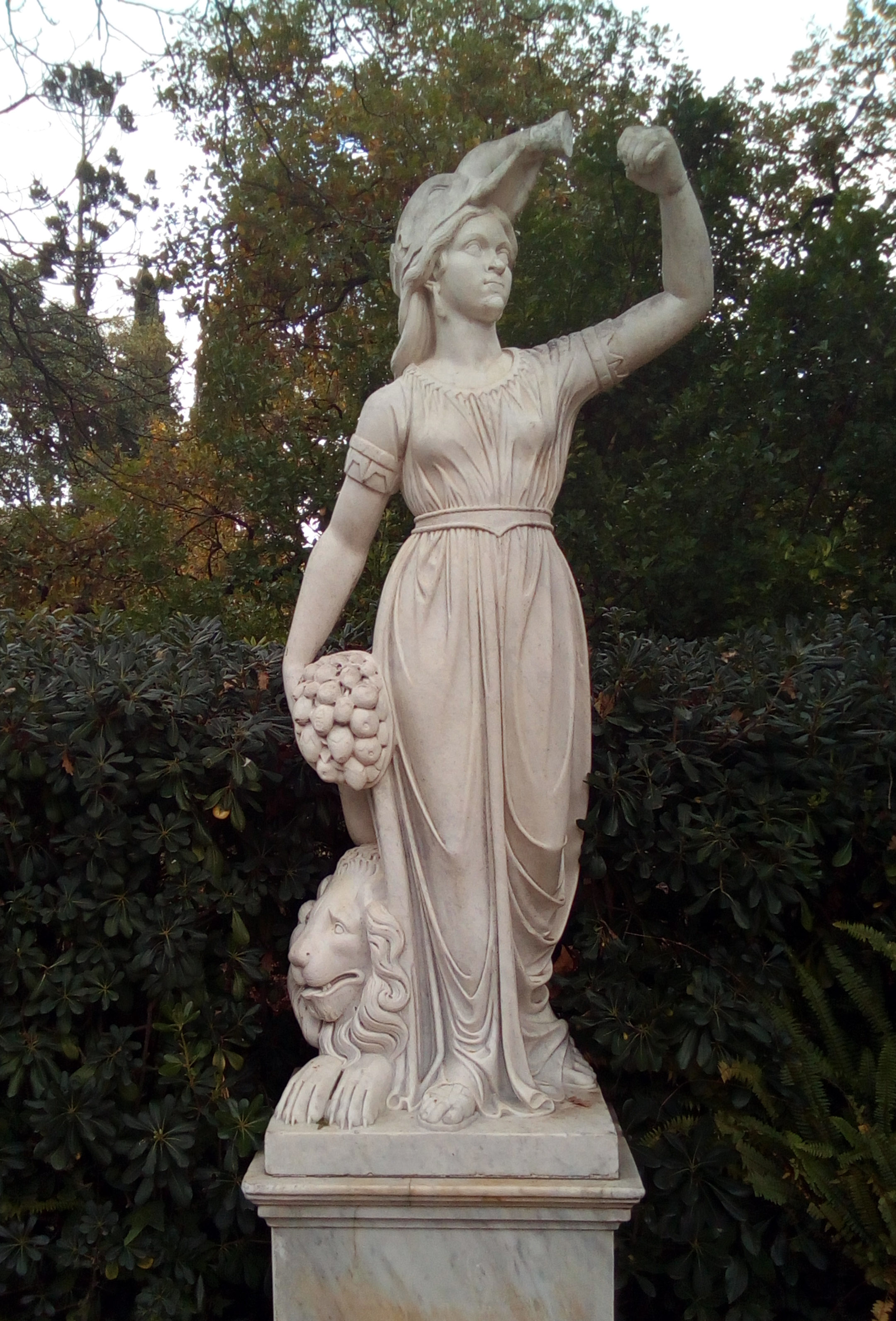
África
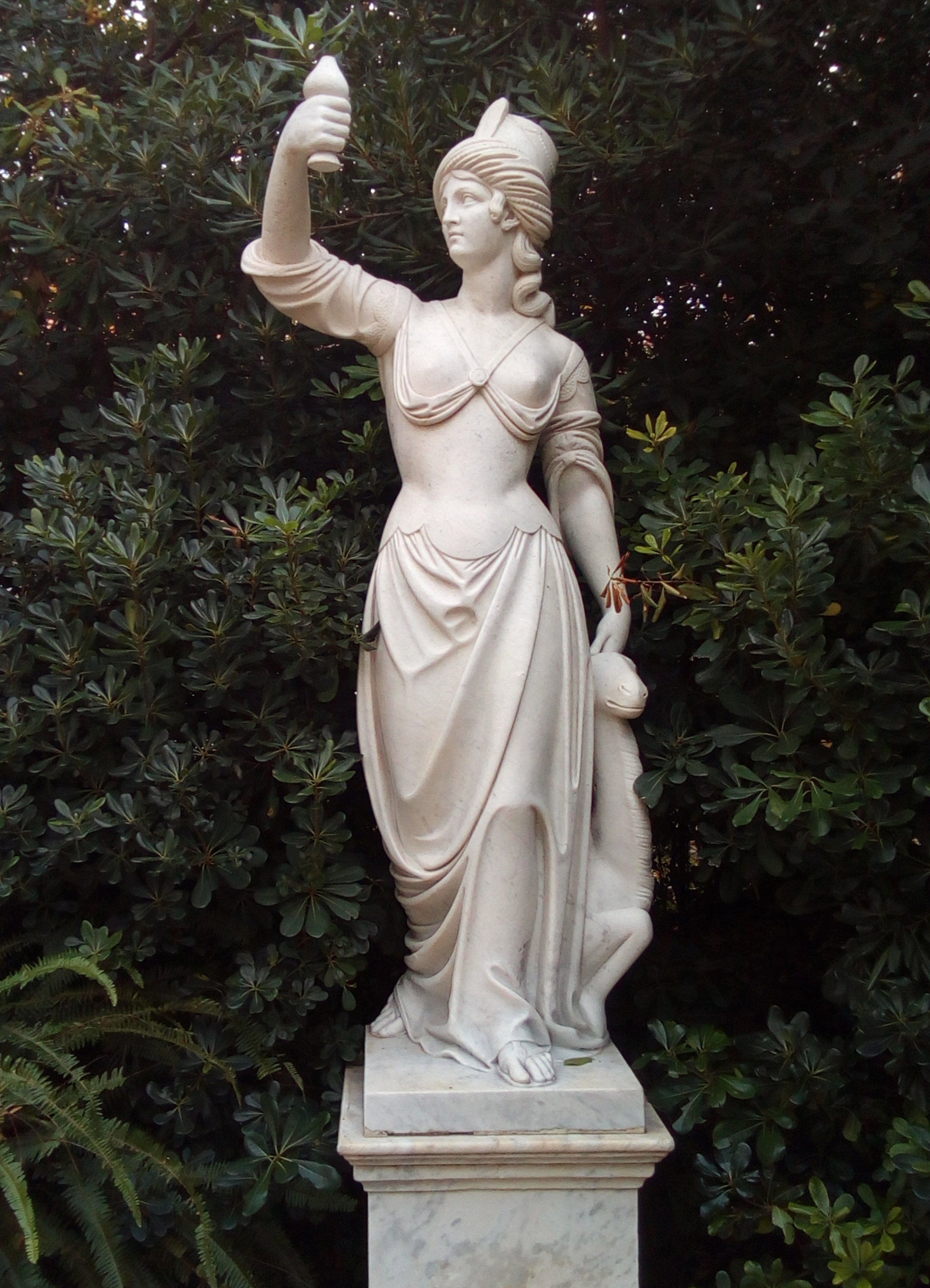
Asia
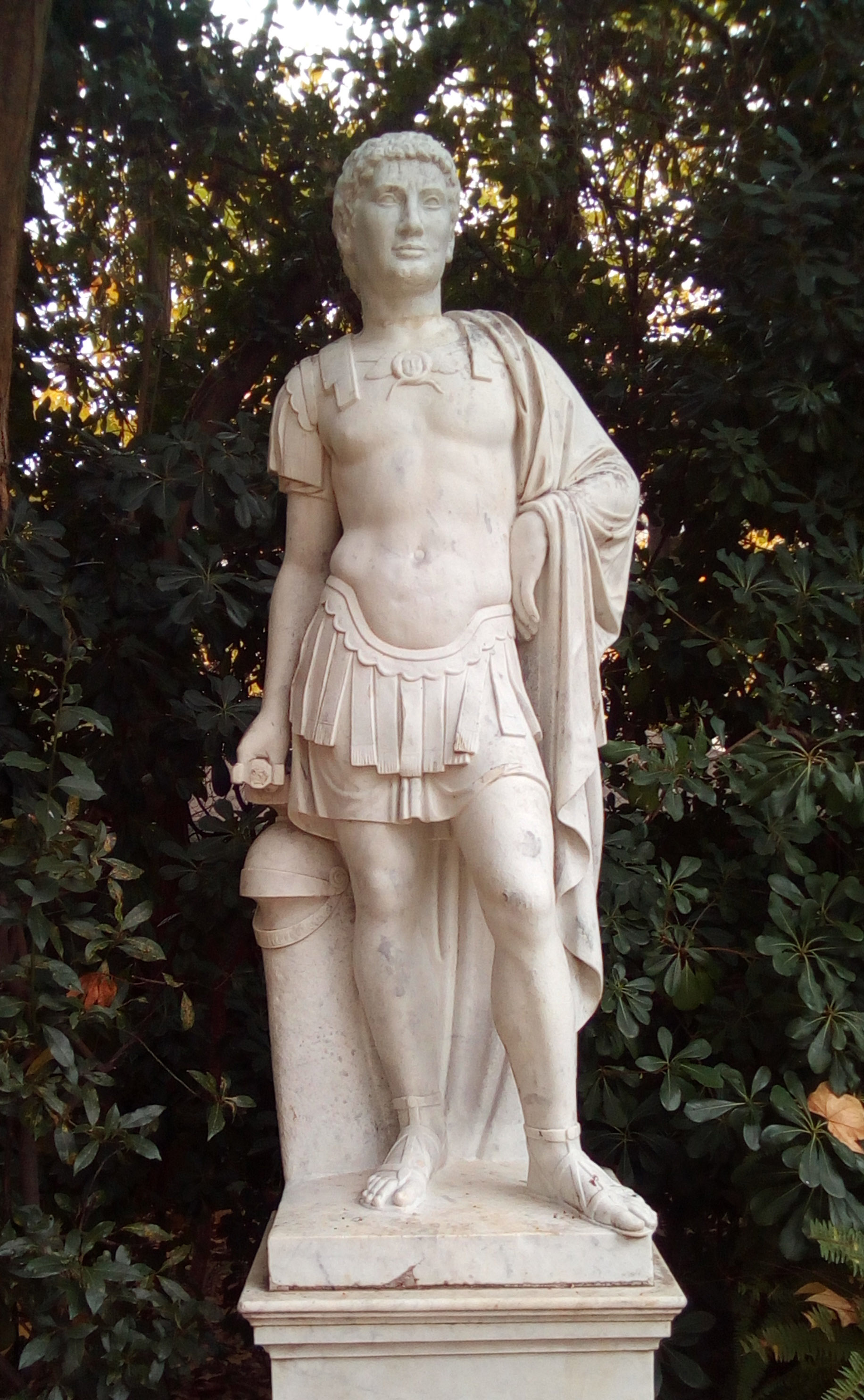
General romano

## Vegetación
Entre la vegetación destaca un roble (Quercus robur) centenario de 23 metros de altura, considerado de interés local. Entre el resto de especies figuran: el mirto (Myrtus communis), el aligustre (Ligustrum lucidum), el laurel (Laurus nobilis), el pitósporo (Pittosporum tobira), la robinia (Robinia pseudoacacia), el plátano (Platanus x hispanica), el tejo (Taxus baccata), el naranjo amargo (Citrus aurantium), el boj (Buxus sempervirens), la jacaranda (Jacaranda mimosifolia), el ciprés (Cupressus sempervirens), el acanto (Acanthus mollis), la cinta (Phiopogon Jaburan), el bambú (Phyllostachys bambusoides), el tilo (Tilia tomentosa), la araucaria (Araucaria cunninghamiana), el árbol de fuego (Grevillea robusta), la haya de hojas púrpuras (Fagus sylvatica), etc. También hay un raro ejemplar de Wollemia nobilis, un auténtico fósil viviente que vivió hace doscientos millones de años y que se creía extinguido, hasta que fue nuevamente descubierto en Australia en 1994.

## Galería

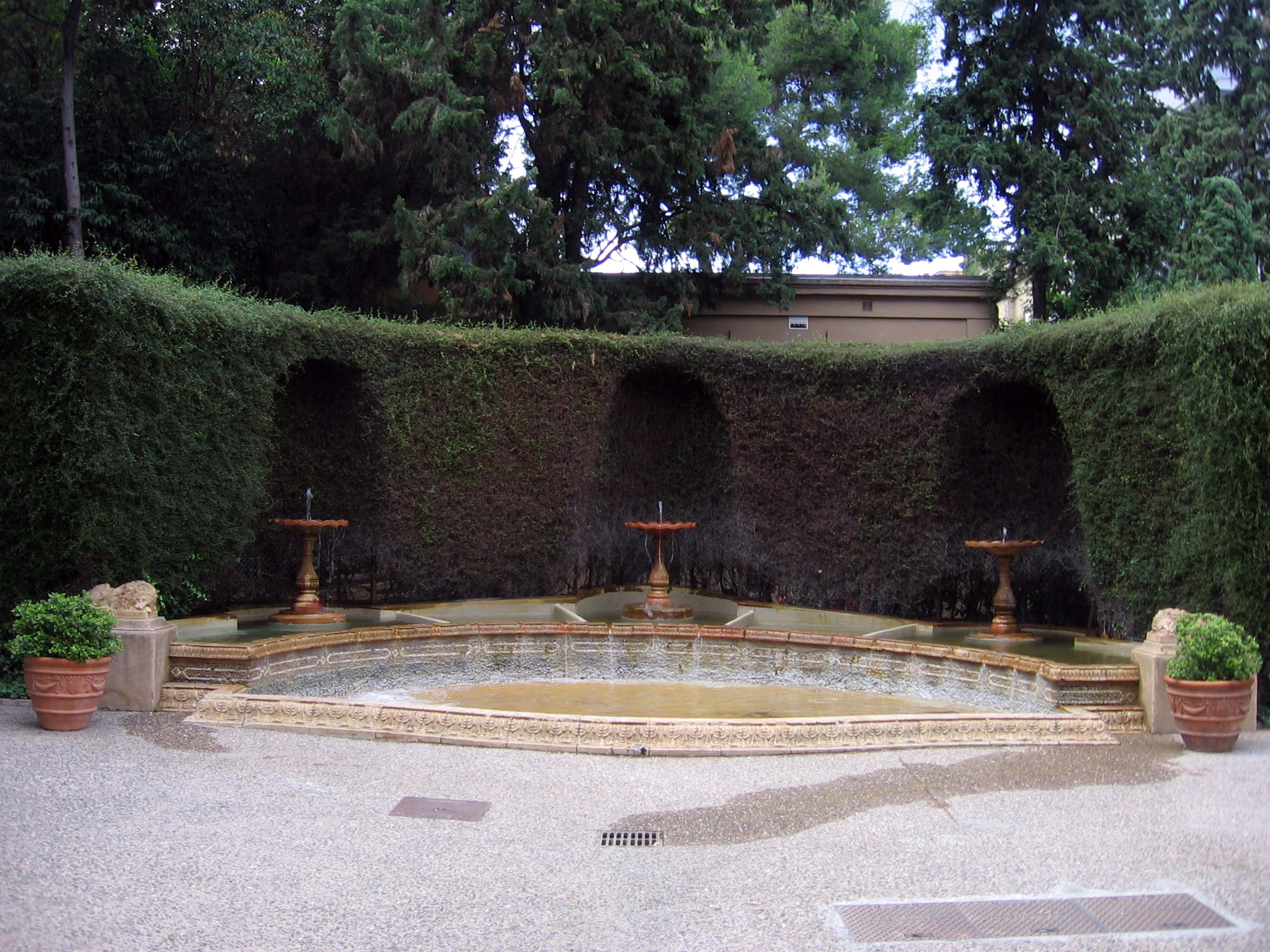
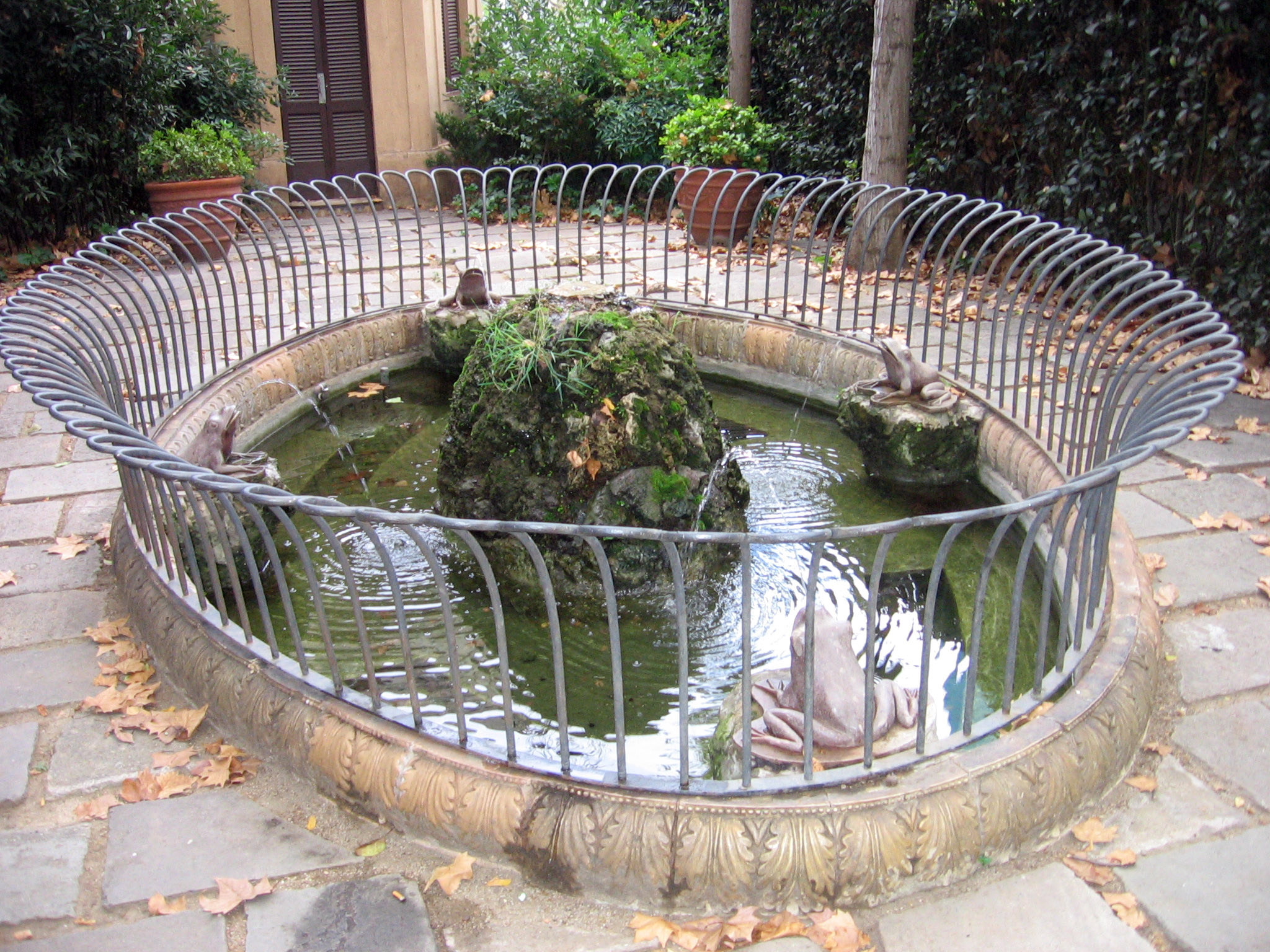
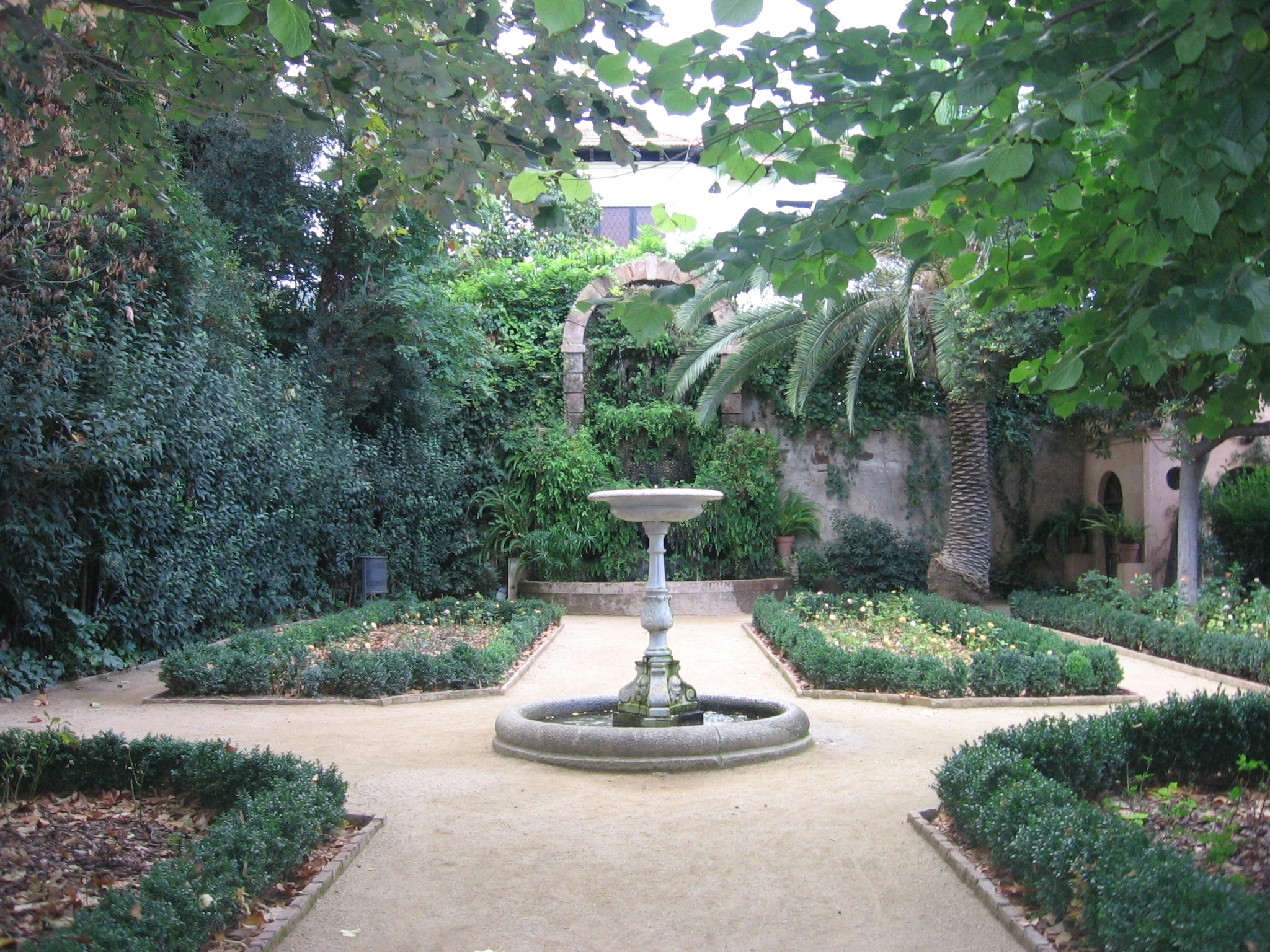
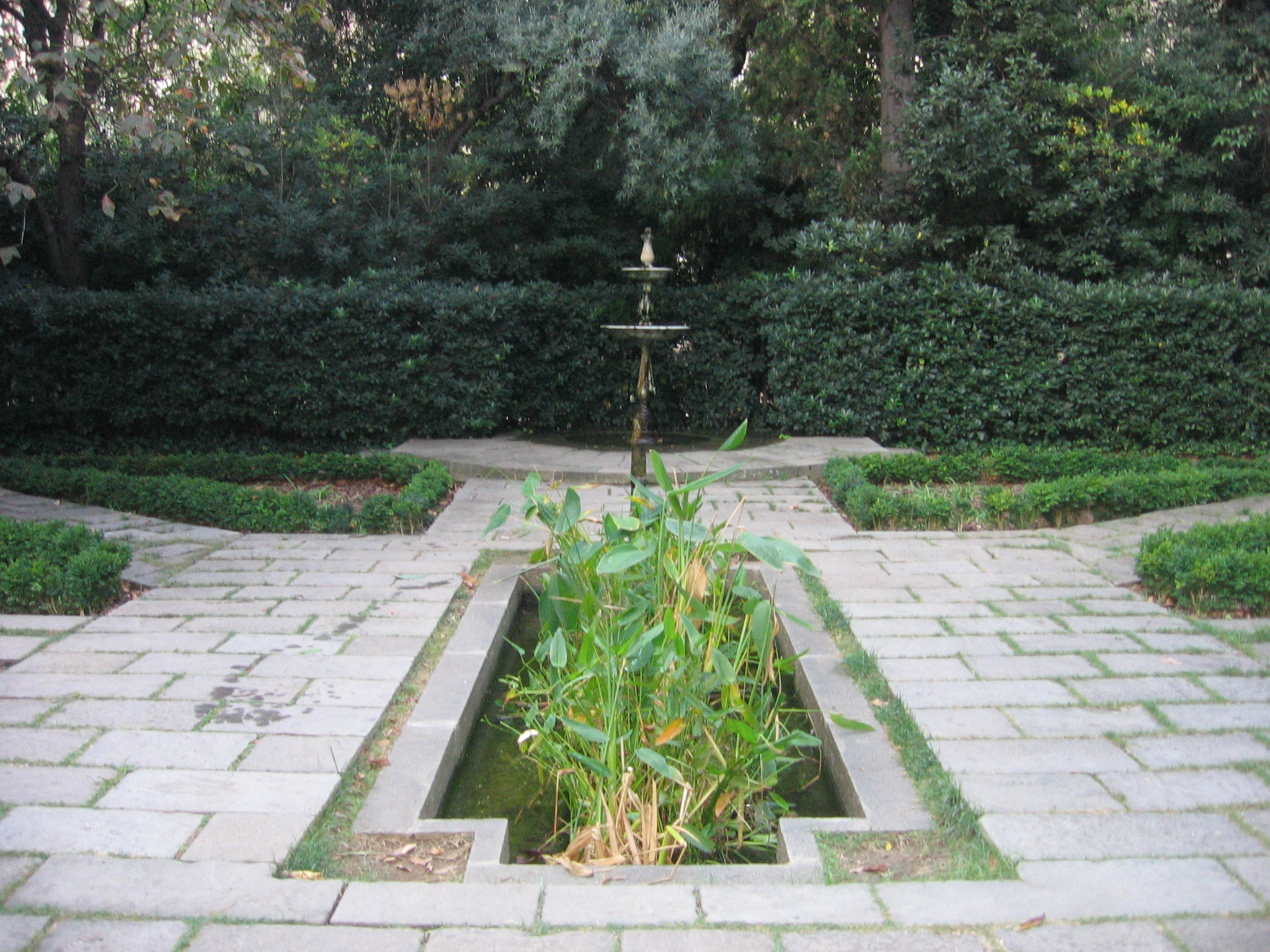
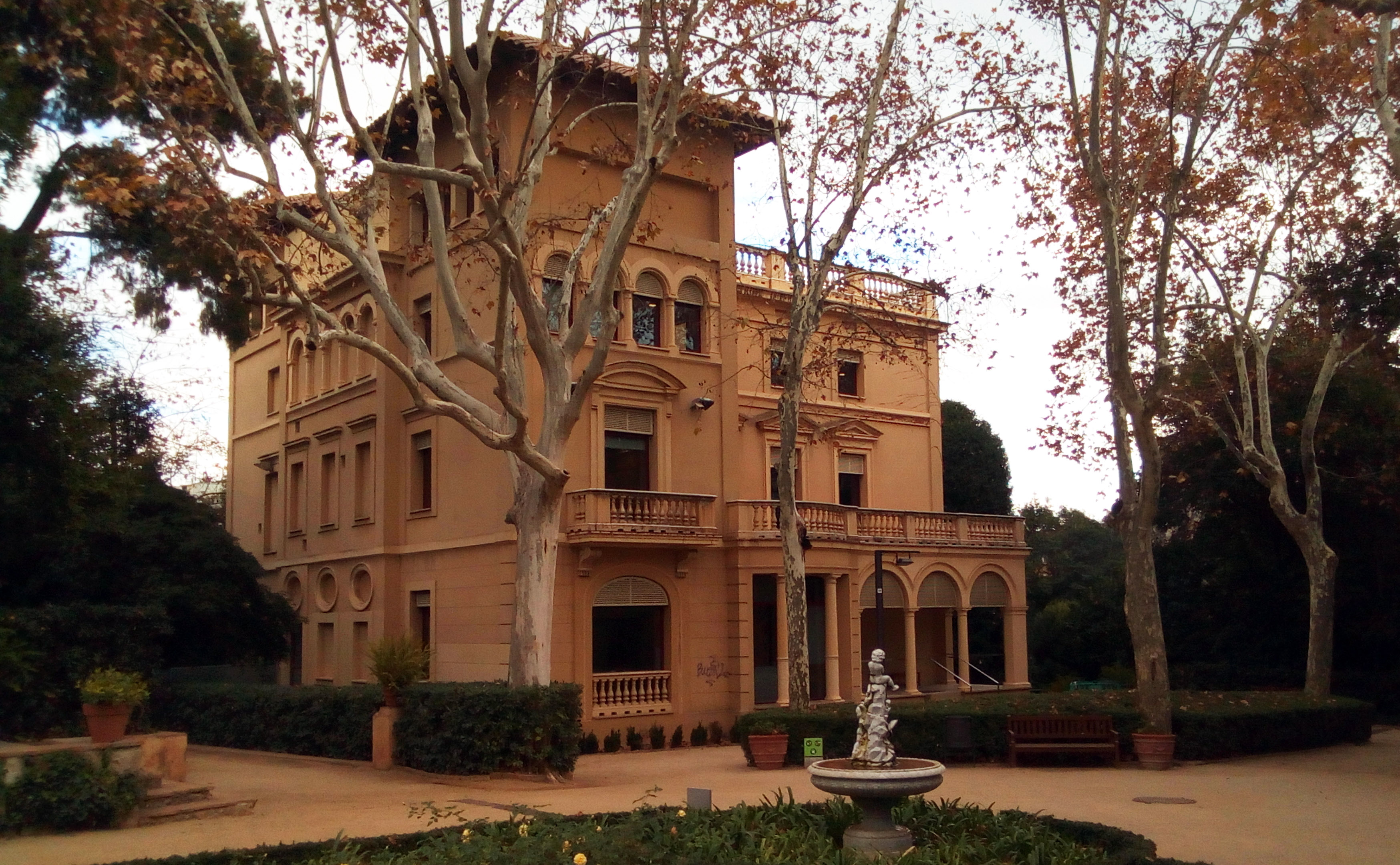